# Palaeoconcha
Palaeoconcha is een uitgestorven geslacht van tweekleppigen uit de  familie van de Praenuculidae.

## Soorten
- Palaeoconcha faberi
- Palaeoconcha ohioensis
- Palaeoconcha samenoha
- Palaeoconcha subsymmetrica